# Восход (Московская область)
Восхо́д (ранее Новопетровск-2) — посёлок городского типа в Московской области, образующий закрытое административно-территориальное образование и городской округ. В поселке расположен передающий радиоцентр центрального узла связи РВСН России.
Находится в 25 км к северо-западу от города Истры, между городским округом Истра и Рузским городским округом, вблизи пересечения федеральной автодороги М9 «Балтия» с федеральной автодорогой А108 «Московское большое кольцо». Население — 2056 чел. (2024).

## История
История населённого пункта начинается с 1961 года и тесно связана с созданием закрытого объекта: радиоцентра и военного городка. Датой создания посёлка считается 24 сентября 1965 года, дата начала работы исполнительного комитета поселкового Совета депутатов трудящихся, созданного на основании принятого в августе 1965 года постановления Совета Министров РСФСР. Законом Российской Федерации от 14 июля 1992 года посёлку был присвоен статус ЗАТО. Населенный пункт имеет статус посёлка городского типа с 1994 года. Указом Президента России № 694 от 10 июля 2006 года были утверждены границы поселка.

## Население
| 2002  | 2009  | 2010  | 2012  | 2013  | 2014  | 2015  | 2016  | 2017  |
| ----- | ----- | ----- | ----- | ----- | ----- | ----- | ----- | ----- |
| 1785  | ↗1920 | ↗2007 | ↘1990 | ↘1988 | ↘1962 | ↘1955 | ↘1925 | ↘1908 |
| 2018  | 2019  | 2020  | 2021  | 2023  | 2024  |       |       |       |
| ↘1866 | ↘1835 | ↘1816 | ↗2065 | ↘2063 | ↘2056 |       |       |       |

Национальный состав
По итогам переписи населения 2020 года проживали следующие национальности (национальности менее 0,1 % и другое, см. в сноске к строке «Другие»):
| Национальность | Численность, чел. | Доля     |
| -------------- | ----------------- | -------- |
| Русские        | 1982              | 95,98 %  |
| Украинцы       | 5                 | 0,24 %   |
| Удмурты        | 5                 | 0,24 %   |
| Белорусы       | 4                 | 0,19 %   |
| Татары         | 3                 | 0,15 %   |
| Казахи         | 3                 | 0,15 %   |
| Другие         | 63                | 3,05 %   |
| Итого          | 2065              | 100,00 % |

## Соседние муниципальные образования
Городской округ Восход граничит с городскими округами Истра на востоке и Рузский на западе.

## Транспорт
Через Восход проходят автобусы:
- № 36, № 37 Руза — платф. Новопетровская;
- № 50 Руза — ст. Румянцево;
- также 6 рейсов в сутки маршрута № 24 Клин — платф. Новопетровская далее следуют до Восхода.

В 1,5 км от ЗАТО Восход находится железнодорожная платформа Устиновка Рижского направления Московской железной дороги, находится в 88 км от Рижского вокзала.